# Gerling NCM
Gerling NCM is de voorloper van Atradius en is de op een na grootste kredietverzekeraar ter wereld.
In Nederland doet het bedrijf in exportkredietverzekering en incasso.
Na een verandering in de aandeelhoudersstructuur werd in 2003 besloten om een nieuwe, internationale naam te introduceren – Atradius. Inmiddels is de belangrijkste aandeelhouder Grupo Crédito y Caución met 64,25 procent van de aandelen. Sal. Oppenheim bezit 1,7 procent.